# 波士顿地铁蓝线
波士頓地鐵藍線（英語：Blue Line）是大波士頓都會區的一條地鐵路線，由马萨诸塞湾交通局（MBTA）負責營運的4條地鐵路線其中一條，是北美第一条运行在水下的地铁。此地铁線起点为波士頓市中心保丁站，从东波士顿隧道穿过波士頓灣，开往北岸東波士頓地区和里維爾，终点站为夢幻之地站。機場站是前往洛根國際機場的两大公共交通之一。1967年全系統重組時，地铁因下穿波士頓灣而配以藍色。因此藍線是波士頓所有重鐵路線當中最短的，从起点至终点乘車時間少於20分鐘。蓝线也是唯一一條同時設有第三軌供電和高架電纜供電的路線。
1904年，波士顿湾下兴建了供有轨电车使用的東波士頓隧道。1916年延長至保丁站，1924年改為重型铁路列车并对车站站台升级。1952及1954年，路線沿波士頓、里維爾海灘及林恩鐵路废弃铁路延長，當初計劃一直延長至林恩站但最後縮短至夢幻之地站。往北向林恩市延长和市中心向查爾斯／麻省總醫院站延長规划已计划许久，但由于缺少资金一直未能实现。1998年至2011年間，马萨诸塞湾交通局將藍線大部分車站都改造成无障碍车站，车站站台加长以容許6節列車。截至2018年，波士頓市中心的终点站保丁站是藍線唯一非无障碍车站。

## 历史

### 东波士顿隧道

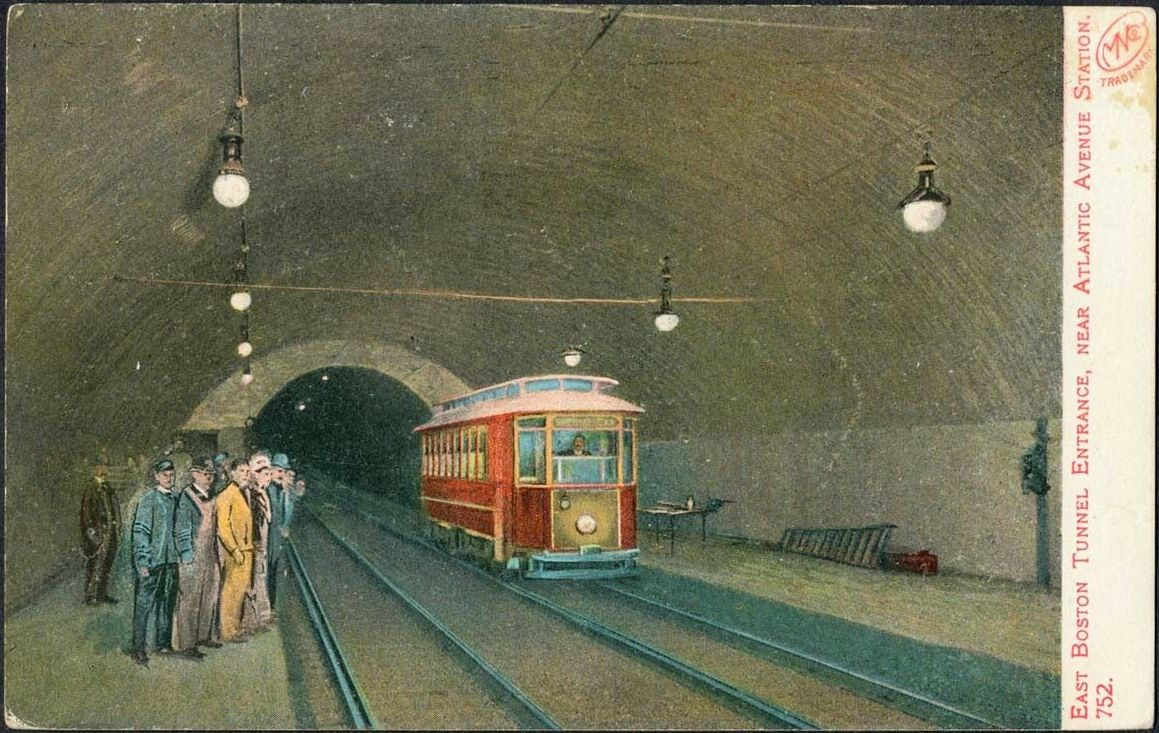
1906年大西洋大道站（如今的水族馆站）的有轨电车

东波士顿隧道位于波士顿湾下方，于1904年竣工通车，是北美第一条横跨水体的地铁隧道，也是美国第二条大跨度的水下车辆隧道。:30隧道采用改进的鑽挖式建筑方法，隧道全长为1.6（1英里），实际水下长度为820（2,700英尺）。:30隧道挖掘施工长达两年半，耗资300万美元，期间有四名工人死亡。:30
隧道最初被用于有轨电车通行，从东波士顿地区的马维里克广场至波士顿市中心的法庭街站。中间设有德文郡站（现在的州街站）。曾经从法庭街站可以通过步行通道前往斯科利广场站，但是换乘需要付1美分。1906年，大西洋大道站（现在的水族馆站）开放，可以与大西洋大道高架换乘。法庭街站终点站只有一条轨道，限制了发车频率。

### 保丁延长线

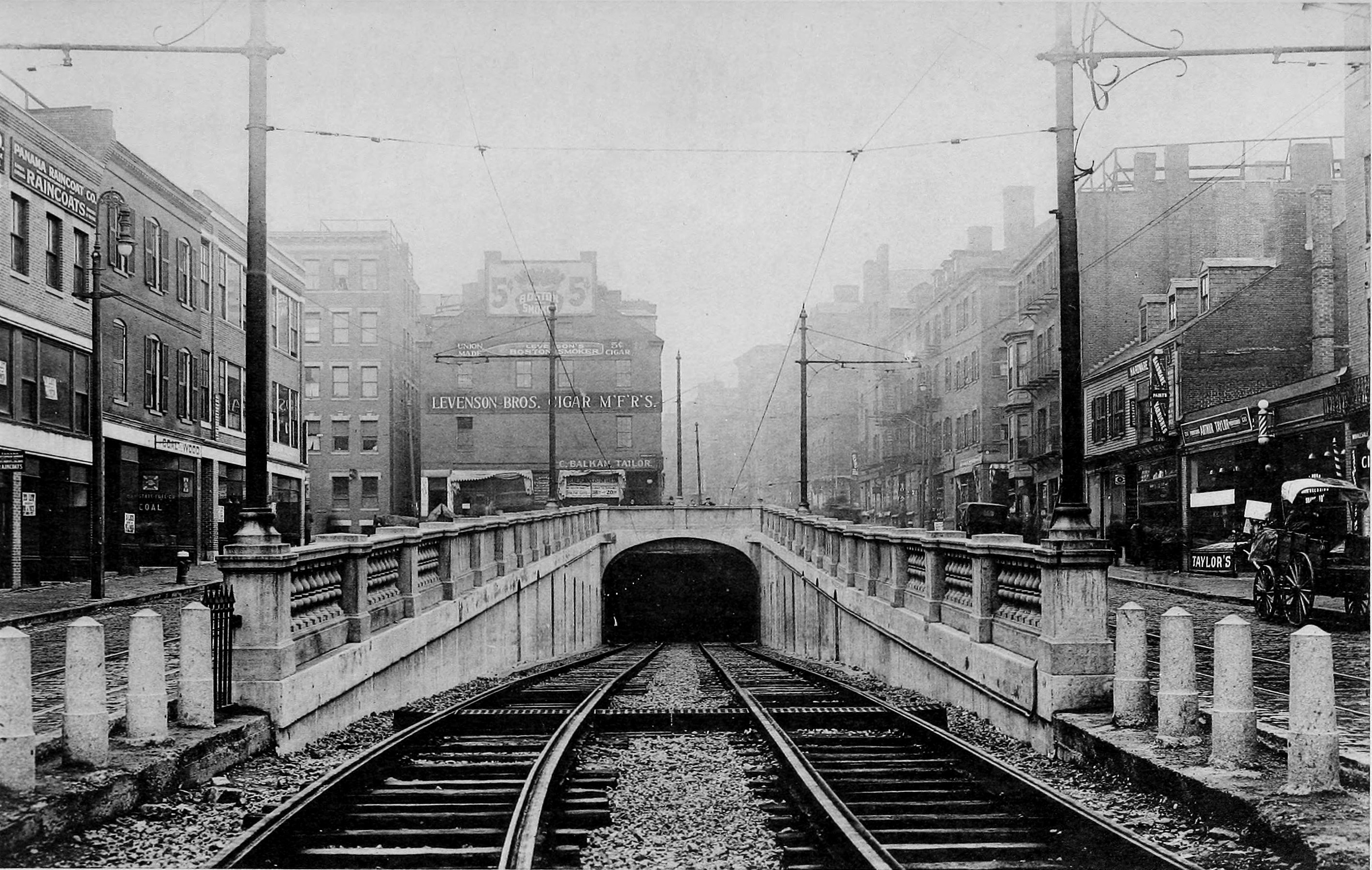
1915年，乔伊街隧道入口

波士顿交通委员会于1912年11月29日开始建设东波士顿隧道长达0.8（0.5英里）的延伸段。:39该延伸段自斯科利广场出发，一直通往保丁广场的新站和回型轨道，并在自斯科利广场新建了斯科利下层站以取代法庭街站。轨道继续沿剑桥街向西延伸，通至乔伊街处的坡道，有轨电车可以在此驶上地面轨道，继续前往查尔斯街及朗费罗桥，最终抵达剑桥。:31
法庭街站于1914年11月15日废弃，隧道服务范围缩减至德文郡站。:391916年3月13日，服务延伸至新建的斯科利下层站，有轨电车在保丁回型轨道空车绕行。1916年3月18日，保丁站与乔伊街隧道入口一同启用。乔伊街隧道入口供中央广场–东方高地直达线，以及若干终点设在斯科利下层站的剑桥线路使用，延伸工程总耗资240万美元。

### 地铁化改造
东波士顿隧道最初计划使用高地板地铁车辆运营，并与当时规划中的剑桥高架线连接。由于波士顿交通委员会与波士顿高架铁路公司之间在1903年发生分歧，该计划被取消，车站也因此改建为低站台。:191905年起，线路投入使用了一种大型双向乘降的有轨电车（车辆为高地板，但可以从低站台上下客），其设计融合了干线高架铁路地铁车辆的许多特点。:118–119:14然而，无论是这种双向乘降电车，还是1917年引入的、为多车联挂设计的大型中央车门电车，都无法完全应对客流高峰。:43
1921年，波士顿交通部开始在马维里克广场进行工程，将东波士顿隧道改造成高地板地铁列车通行。次年，BTD董事会批准在市中心的四座车站兴建高站台。马维里克广场坡道被马维里克站取代，新站实现了隧道列车与地面有轨电车的同台换乘。:28
1924年4月18日至21日的周末，经过长达三年的设计和筹备，东波士顿隧道完成了向高地板列车的改造。这次改造工程动员了1500名工人完成。:30迅速搭建的临时木质站台部分，使列车于4月21日恢复通行，随后数月内陆续完成了永久性混凝土站台的建设。至今，在州街站和水族馆站的高站台下方仍能看到废弃的低站台遗迹。由于狭窄的隧道不便改造，波士顿高架铁路公司最终决定淘汰有轨电车，转而采购新的尺寸小于常规的高站台地铁列车，以适应保丁站狭窄的回型轨道的弯道等狭窄空间。:32因此，蓝线列车的长度为14.8（49英尺），远比橙线列车的20（66英尺）和红线列车的21.2（70英尺）要短。

### 里维尔延长线

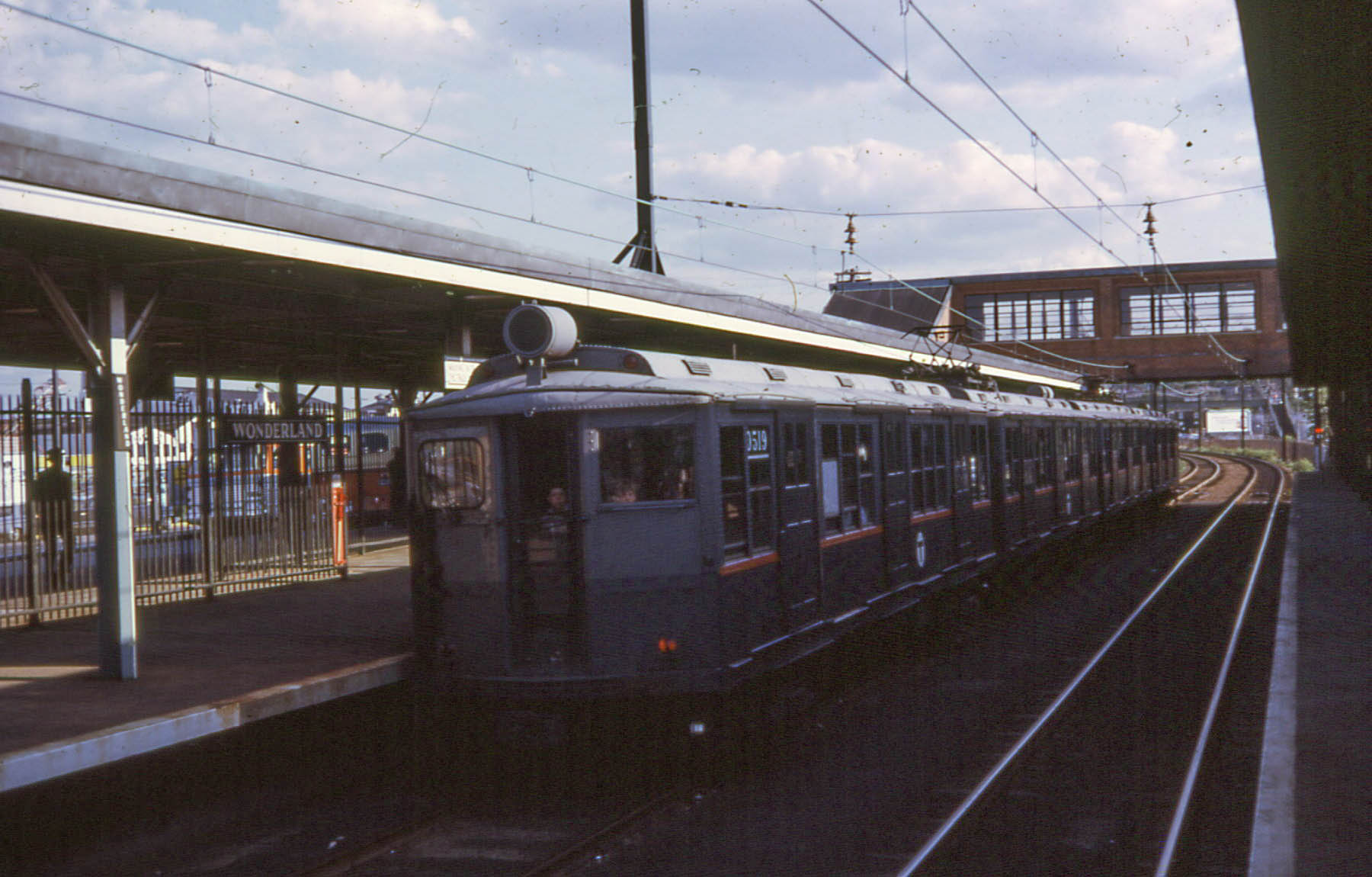
1967年，一列蓝线列车停靠在梦幻之地站

1952年至1954年期间，在废弃的波士顿里维尔海滩及林恩铁路轨道基础上修建了马维里克站至梦幻之地站延长线。原有轨道为窄轨铁路，在此次地铁延伸工程中被改造为标准轨。:51延长线在地面运行，第一站承接波士顿洛根将军国际机场，是美国第一个与商业机场相连的城市轨道交通车站。:51马维里克站以东，列车的供电系统从第三軌道供電切换为高架電纜（600伏特直流电）供电，以降低冬季由于靠近海洋导致冬季结冰的风险。:51
1952年，大都会交通署将此地铁线命名为东波士顿隧道及里维尔延长线，并在系统地图上标为3号线。1965年8月26日，随着新成立的马萨诸塞湾交通局推行按颜色命名的线路体系，3号线改名为蓝线。蓝色代表水或者海洋，取自地铁穿过的波士顿湾和沿着海岸铺设的延长线。在2004年至2005年波士顿快捷公交银线延伸至机场前，地铁蓝线是连接波士顿市区与机场的主要公共交通。
2018年4月21日，银线3号线通往切尔西的服务正式开通，并在机场站与蓝线实现换乘，进一步连通切尔西、海港区及波士顿南站。

### 车站翻新

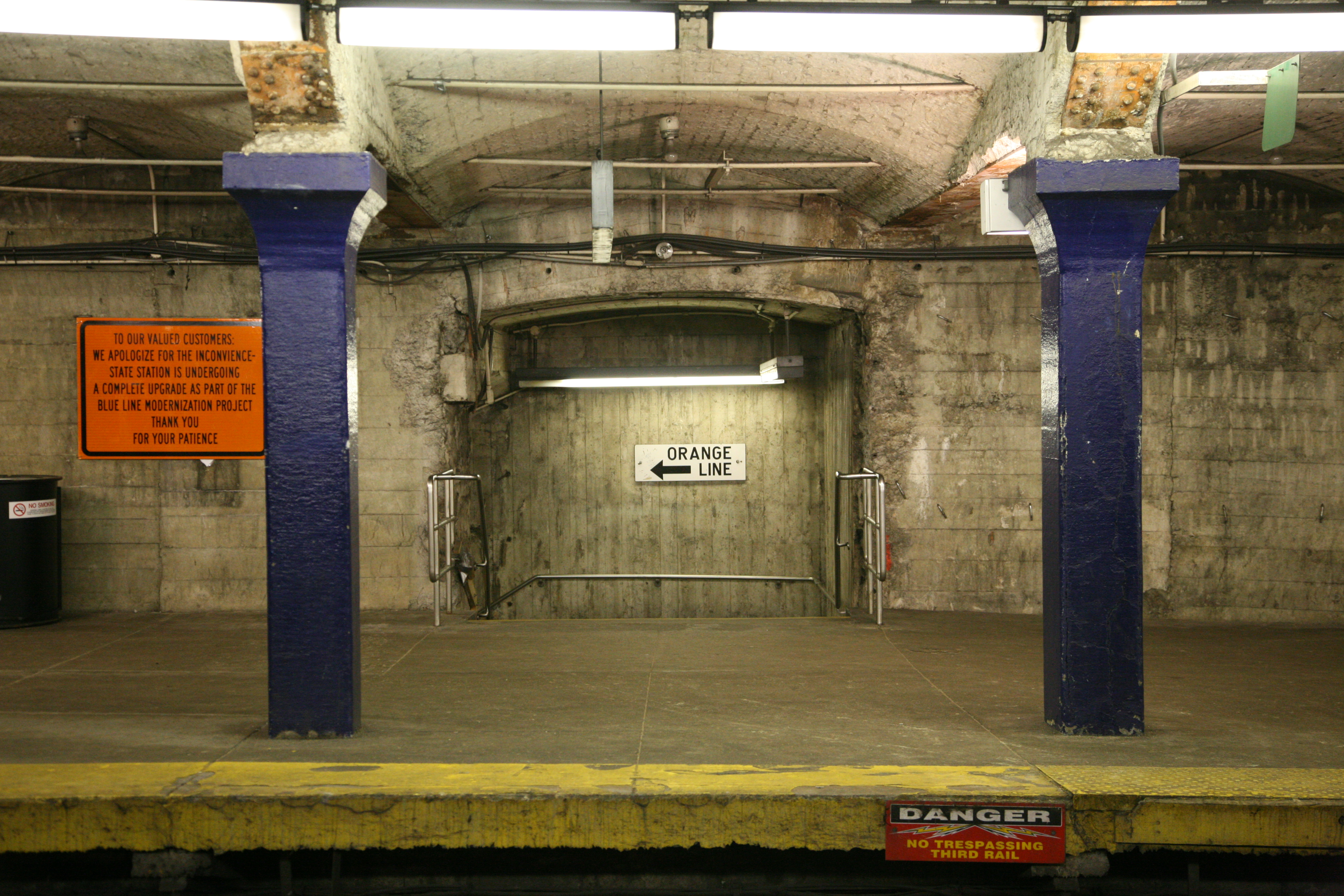
州街站蓝线站台于2007年翻新

红线和橙线在1970至1980年代经历了大量新线路建设和车站翻新，与它们的情况不同的是，蓝线的大部分设施自1954年以来几乎未曾进行过重大改造。直到到1990年《美国残疾人法》通过时，蓝线中仅有萨福克唐斯站和州街站的东向站台实现了无障碍通行，梦幻之地站当时仍在施工中。1988年，马萨诸塞湾交通局开始规划蓝线的无障碍改造工程，同时计划延长站台以容纳6节编组列车，类似于此前对橙线和红线进行的升级改造。该项目当时预计于1994年完成。1989年，马萨诸塞湾交通局签署了站台加长设计合同，为9座蓝线车站进行现代化改造，以支持6节编组列车运营。随后蓝线现代化改造项目的最终设计工作在1990年至1992年间正式启动。
1994年6月25日，蓝线出城方向终点站临时设为东部高地站，郊外的数座车站同时进行重建或者改造。比奇蒙特站和木岛站被完全拆除重建，萨福克唐斯站、里维尔海滩站和梦幻之地站进行了翻新。比奇蒙特站和东部高地站增加了隔音墙，轨道下方铺设了橡胶垫以减少产生的噪音，该项目共花费800万美元。这些车站于1995年6月26日重新开放。与其他车站不同的是，木岛站在1994–1995年的翻新后仍未实现无障碍通行，直至2000年才增设电梯。
2000年10月14日至2001年10月29日期间，水族馆站关闭重建，整个车站重建工程最终于2003年竣工。
旧的机场站与大开掘立交冲突，因此被拆除，新的机场站于2004年6月3日开放。2005年至2011年期间，州街站进一步翻新，翻新施工期间车站正常运行。梦幻之地站、木岛站、里维尔海滩站和比奇蒙特站在2008年6月至11月期间轮流关闭，以进行站台维修。
马维里克站的重建工程于2005年10月4日启动。项目对站台进行改造，使其长度足够支持6节编组列车停靠，并于2008年9月15日重新投入运营，但直至2009年整个车站施工才最终完工。东部高地站于2013年3月23日至11月26日关闭，期间进行了全面重建。政府中心站则于2014年3月22日至2016年3月21日关闭，进行彻底翻新和无障碍改造。至此，除了保丁站以外的所有蓝线车站均已实现无障碍通行。而且保丁站的东向站台因空间限制无法延长，也无法停靠6节编组的列车。
为了更换轨道及对东波士顿隧道进行防水处理，保丁站至机场站之间的列车服务分别于2020年5月18日至31日、2022年4月25日至5月17日期间暂停，期间改由巴士接驳。在2022年的停运期间，还临时开通了长码头至东波士顿的渡轮服务。此外，线路外侧区段于2022年5月22日至6月8日再次关闭，以便进行萨福克唐斯站人行天桥的维修。在萨姆纳隧道封闭期间，为减轻交通影响，蓝线于2023年7月5日至8月31日期间免收车费。

## 延长线规划

### 延长至林恩市

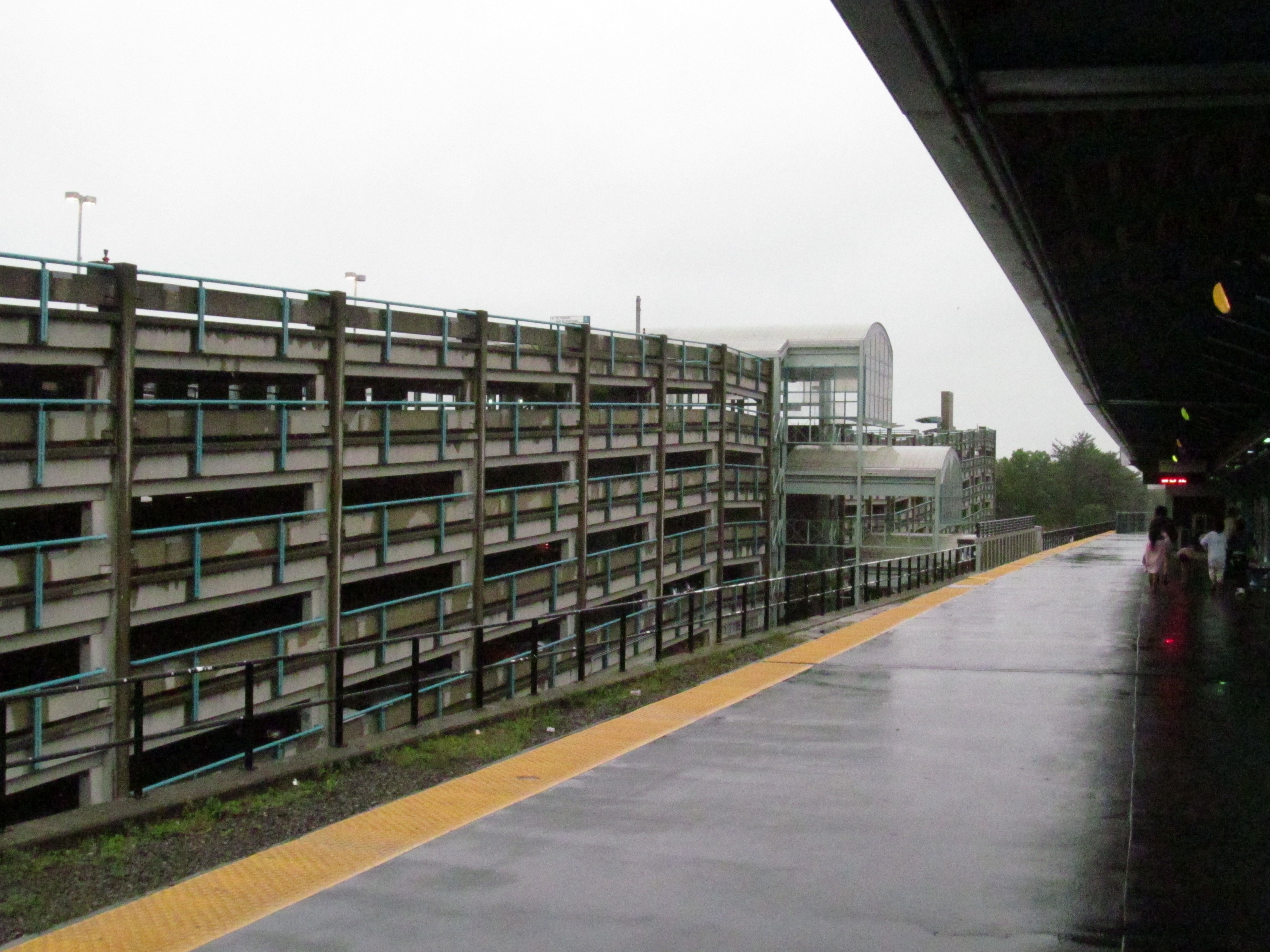
林恩站于1992年重建，当时设计为蓝线延长线终点站

马萨诸塞湾交通局曾提出将蓝线延伸至马萨诸塞州林恩市。修建里维尔延长线所需土地购置后，没有足够预算购置剩余土地，故而将蓝线终点线设置在梦幻之地站。针对林恩延长线，提出了两种线路规划：其一是将地铁沿波士顿缅因铁路改造成的纽伯里波特／罗克波特通勤铁路线铺设，该线路将会穿过草沼区域。另一种规划利用波士顿里维尔海滩及林恩铁路公司遗留下来的铁轨，沿着里维尔海滩大道铺设，经过松树点和林恩路。除了修建地铁延长线以外，还可以增加通勤铁路或公交服务，亦或者将蓝线延长至梦幻之地站附近的通勤铁路站。
马萨诸塞湾交通局陆陆续续提出了蓝线延长线的各种规划版本。1926年的《运输设施改善报告》和1945年至1947年的《柯立芝委员会报告》并不建议将铁路改造成有轨电车，而是推荐将东波士顿隧道地铁延长至林恩市。自从1954年里维尔延长线被缩短至梦幻之地站后，交通局便一直在寻求将蓝线继续延长的方法。1966年的《大众运输计划》提议将蓝线延长至林恩市，1969年的《公路和运输计划建议》提出将蓝线进一步延长至 塞勒姆市。1974年的《交通规划》提出延长至林恩、塞勒姆甚至皮博迪市。1978年《大众运输计划》和1983年《交通规划》继续支持将蓝线延长至林恩。尽管交通局不断诉求修建延长线，但是大部分预算都用在了红线和橙线上。
2005年，副州长凯莉·希利预计延长线终将于2017年开工。2008年4月的州债券包含了项目规划资金。除此以外，项目还获得了2500万美元的联邦拨款。工程环境影响报告书草案预计于2008年末完成。但由于马萨诸塞湾交通局忙于按时将绿线延长至萨莫维尔和梅德福市，蓝线延长线被暂时搁置。

### 红线与蓝线直接换乘
目前，蓝线和地铁红线是马萨诸塞湾交通局地铁系统中仅有的无法直接换乘的线路。乘客需搭乘轻轨绿线或橙线才能实现换乘。规划中的的红蓝线联通项目计划将蓝线自保丁站向西延伸0.64（0.40英里），至查尔斯／麻省总医院站地下，并新建一座地下站台，从而实现与红线的直接换乘。:1

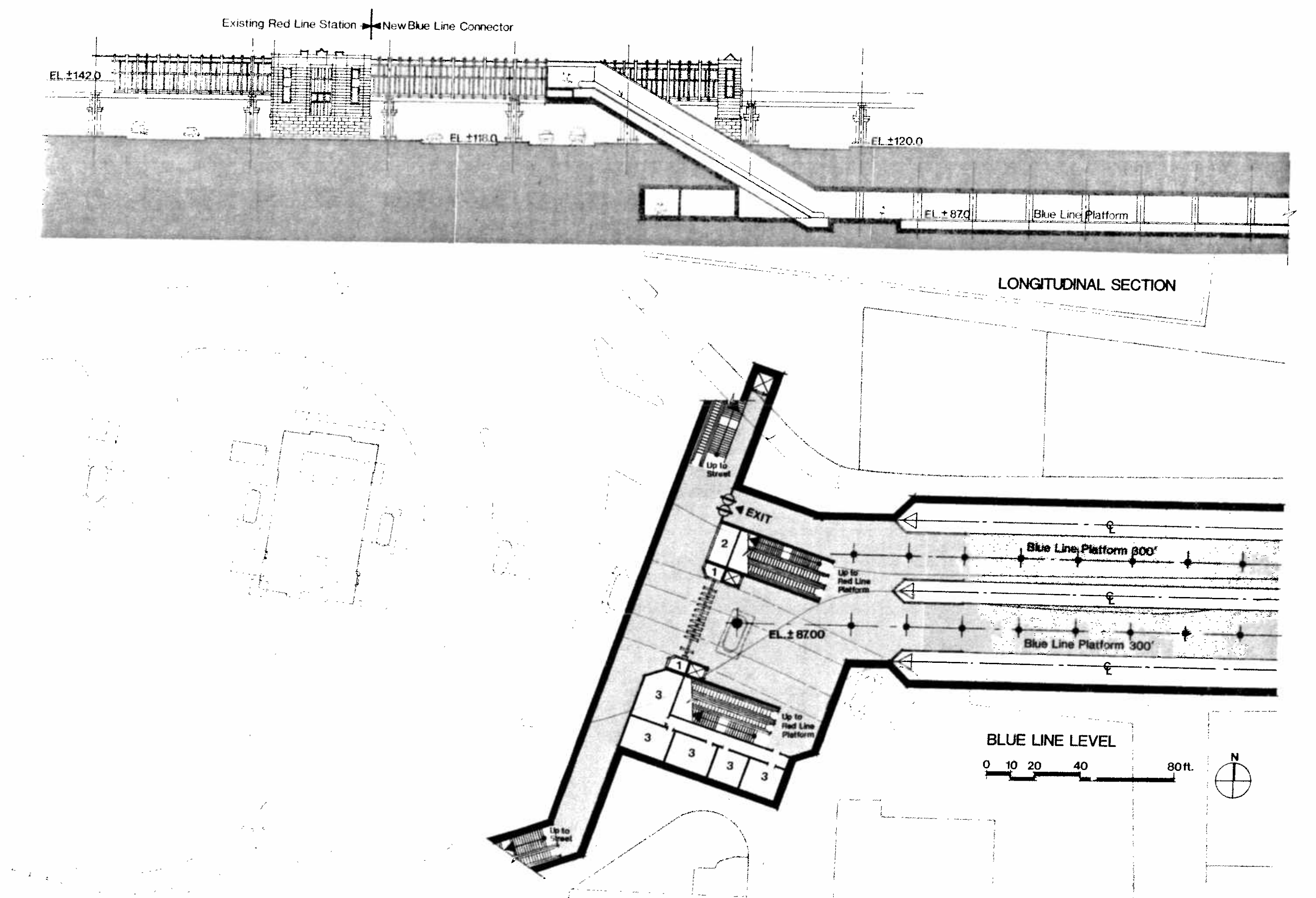
1986年研究中查尔斯/麻省总医院站蓝线站台层的三种潜在设计方案之一

在1924年查尔斯站的一项研究中，曾考虑将东波士顿隧道延伸至查尔斯街。1926年的一项提案计划将特里蒙特街地铁及其连接的有轨电车线路改造为两条快速交通主干线，其中设想将东波士顿隧道向南延伸至公园街站，通过联邦大道线实现马维里克广场站至布莱顿之间的直通运营。当时共考虑了三种可能的走向方案：一种是从保丁站向南延伸，另外两种是从重新选址后的斯科利地下站向西南延伸。1940年代至1970年代初期，地区交通规划的重点转向了郊区延伸，因此并未提出将市中心线路延伸超出保丁站的计划。
随着肯德尔广场崛起为重要就业中心，红线西北延伸段的建设，以及前往洛根机场客流量的增加，1970年代对红线与蓝线直接连接的需求不断增长。1974年的州政府交通规划再次提出将东波士顿隧道延伸至公园街站，而1978年和1983年的《大众交通规划项目更新》则改为建议延伸至查尔斯／麻省总医院站。1986年，马萨诸塞湾交通局进行了一项关于查尔斯/麻省总医院站延伸的可行性研究，提出建设一条从保丁街以西起始的明挖回填式隧道，同时不对保丁站本身进行改动。当时项目预计造价为7900万至9500万美元（相当于2020年的16100万至19400万美元）。1987年的一项成本效益研究估计，该延伸段每日可新增9,030次单向乘车人次。
1991年，作为对环保法律基金会就大开掘高速隧道项目所导致汽车尾气排放提起诉讼的和解协议的一部分，麻薩諸塞州同意为蓝线和红线建造直接换乘站，该项目原定于2011年底前完工。2003至2007年间重建的查尔斯/麻省总医院站已预留未来蓝线站台的空间。然而，州政府于2005年提出了其他替代项目，能达到相同空气质量改善效果，取代了红蓝线联通项目。在环保法律基金会提起第二次诉讼后，州政府于2006年同意完成该联通项目的设计工作。2007年9月，州政府发布了扩展环境通知表。:1.1

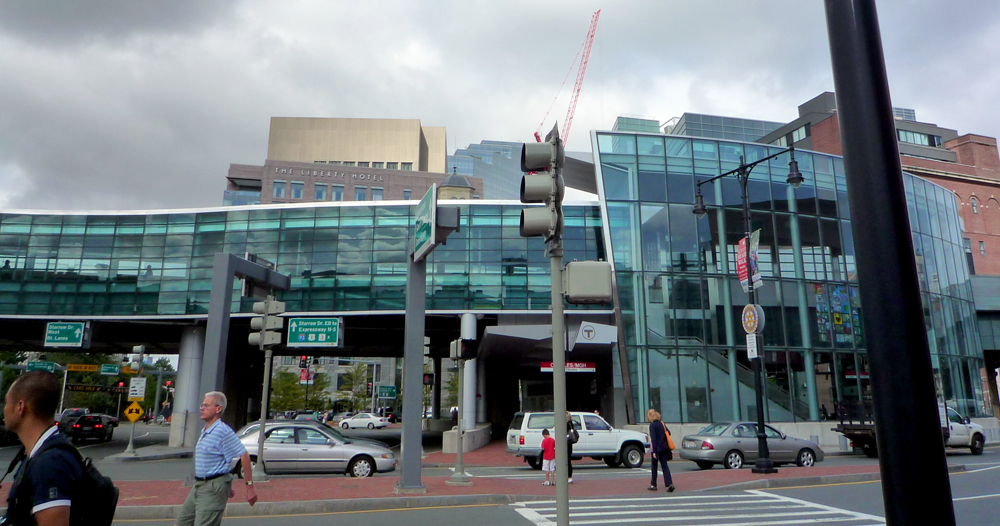
查尔斯/麻省总医院站重建时有预留地下蓝线站台层。

2010年发布的《环境影响报告草案》改为提出建设一对更深的隧道，由隧道掘进机在保丁站以东开挖，并穿越现有站台下方。报告认为在轨道环道内如遇列车故障，将无法进行有效疏散，同时其东向站台长度不足以容纳六节编组列车，因此保留现有保丁站及其回型轨道的方案并不可行。:3–5采用隧道掘进机而非明挖回填施工的方案，旨在降低造价并减少对剑桥街的干扰。:3–7研究考虑了两种替代方案：一是将保丁站西移至保丁街以西后重建，二是不再设保丁站。后者由于成本较低、旅行时间更短而被推荐采纳。最终推荐的方案预计造价为7.48亿美元，建设周期为六年。:3–21到2030年，该延伸段预计每日单向客运量为18,940人次。:3–21
由于缺乏可用于建设的资金，马萨诸塞湾交通局未能完成红蓝联通项目的设计工作。2013年，马萨诸塞湾交通局研究了通过公私合营模式推进该项目的可行性。2015年，美国环境保护局正式解除了由大开掘减排项目带来的设计义务.2018年，州政府委托进行了一项耗资5万美元的研究，以重新评估隧道建设成本。研究结果显示，与2010年《环境影响报告草案》的结论相反，明挖回填施工法虽然会带来更多地面干扰，但在成本上可能远低于使用隧道掘进机的方法。单就隧道建设部分，明挖回填法预计造价为2亿至2.5亿美元，而隧道掘进机施工预计为3亿至3.5亿美元，2010年《环境影响报告草案》中则估算为4.13亿美元。:282019年和2023年，马萨诸塞湾交通局在其五年期支出计划中表示，计划投入1500万美元用于红蓝联通项目的设计工作。
2020年完成的一版概念设计提出采用明挖回填施工方式，同时仍计划关闭保丁站。新的查尔斯/麻省总医院站蓝线层将设有两个出入口，分别是现有大厅入口和位于查尔斯街北侧麻省总医院开发项目内的新出入口。项目总造价预计为8.5亿美元（其中7.4亿美元用于施工，包括30%的预备金，5000万美元用于设计，3000万美元用于行政管理费用，另有3000万美元用于新增列车车辆），建设周期预计为2025年至2030年。2023年10月2日，项目发布了变更通知。2023年11月，马萨诸塞州能源与环境事务执行办公室要求马萨诸塞湾交通局起草补充版《环境影响报告草案》。
2018年夏季的《马萨诸塞湾交通局2040年规划》文件中有一项新的提议，在州街站和市中心十字站之间修建地下人行步道，具体的技术可行性还未评估。

## 車站列表
| 中文站名   | 英文站名 | 啟用日期       | 轉乘及備註 |
| ---------- | -------- | -------------- | --- |
| 夢幻之地   |          | 1954年1月19日  | 舊波士頓、里維爾海灘及林恩鐵路淋浴室站所在地                                                                               |
| 里維爾海灘 |          | 1954年1月19日  | 舊波士頓、里維爾海灘及林恩鐵路新月海灘站所在地                                                                             |
| 比奇蒙特   |          | 1954年1月19日  | 舊波士頓、里維爾海灘及林恩鐵路比奇蒙特站所在地，新车站为高架车站                                                           |
| 萨福克唐斯 |          | 1952年4月21日  | 舊波士頓、里維爾海灘及林恩鐵路美丽小岛站所在地，與舊有轨电车總站相鄰                                                       |
| 东部高地   |          | 1952年1月5日   | 舊波士頓、里維爾海灘及林恩鐵路东部高地站所在地                                                                             |
| 木岛       |          | 1952年1月5日   | 舊名日间廣場站，1954年10月21日改名為木島公園站，1967年改名為木島                                                           |
| 機場       |          | 2004年6月3日   | 轉乘銀線SL3 經麻省港穿梭線連接銀線SL1前往機場航廈 取代現有車站以南幾百英呎的舊站。舊站在1952年1月5日啟用，2004年6月2日關閉 |
| 馬維里克   |          | 1924年4月18日  | 有轨电车隧道在1904年12月30日啟用                                                                                           |
| 水族館     |          | 1906年4月5日   | 轉乘波士頓渡輪 舊名大西洋大道站，1967年2月13日改名 1906年4月5日至1938年10月1日期间可换乘大西洋大道高架                     |
| 州街       |          | 1904年12月30日 | 轉乘波士頓地鐵橙線 舊名德文郡，1967年1月25日改名                                                                           |
| 法庭街     |          | 1904年12月30日 | 1914年關閉，1916年由斯葛里地下取代，部分拆除                                                                               |
| 政府中心   |          | 1916年3月18日  | 轉乘綠線 曾為斯葛里廣場地下，1963年10月28日改名。2014年3月22日至2016年3月21日關閉重建                                      |
| 保丁       |          | 1916年3月18日  | |

## 车辆

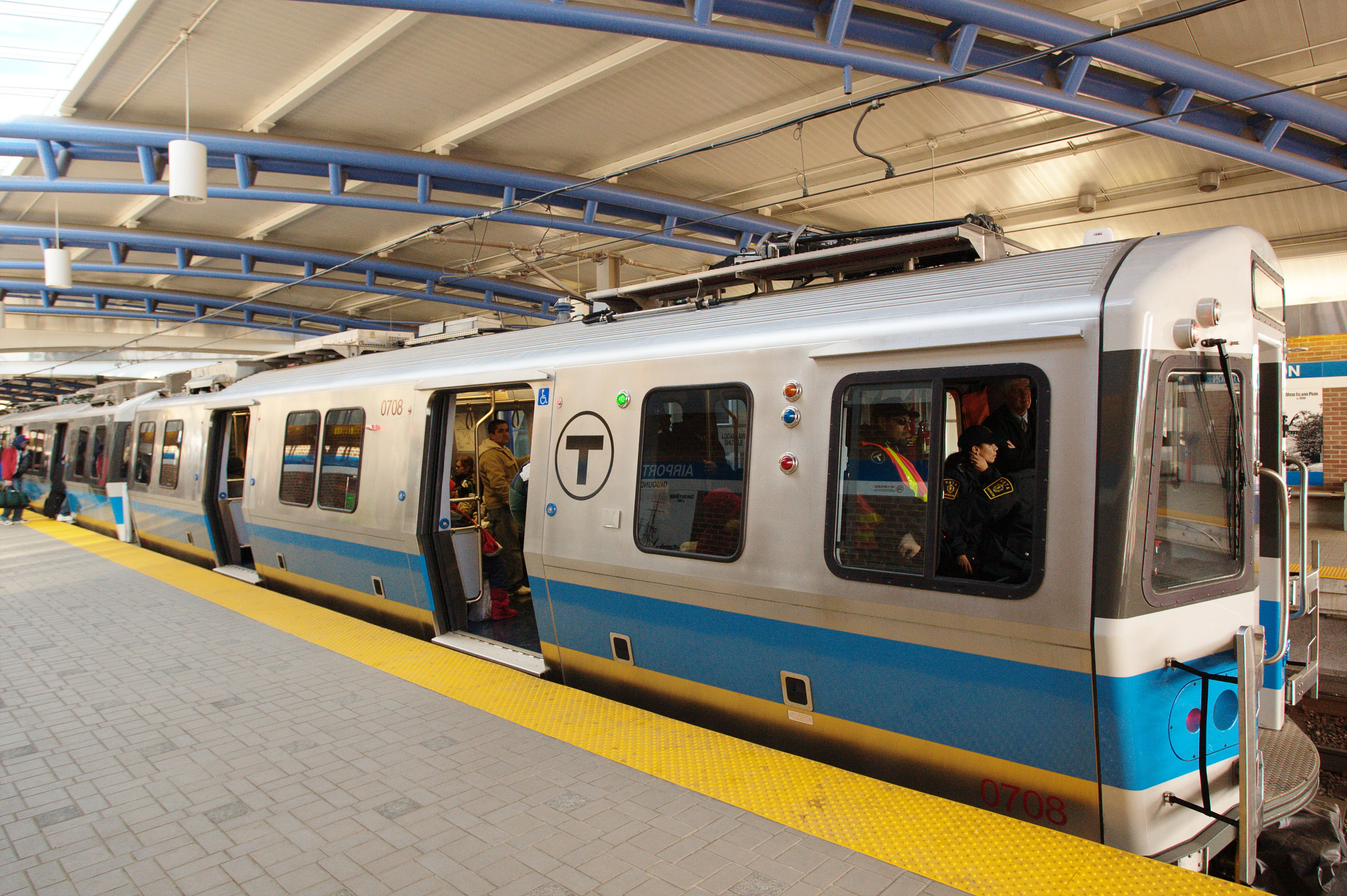
停靠在机场站的700系列车

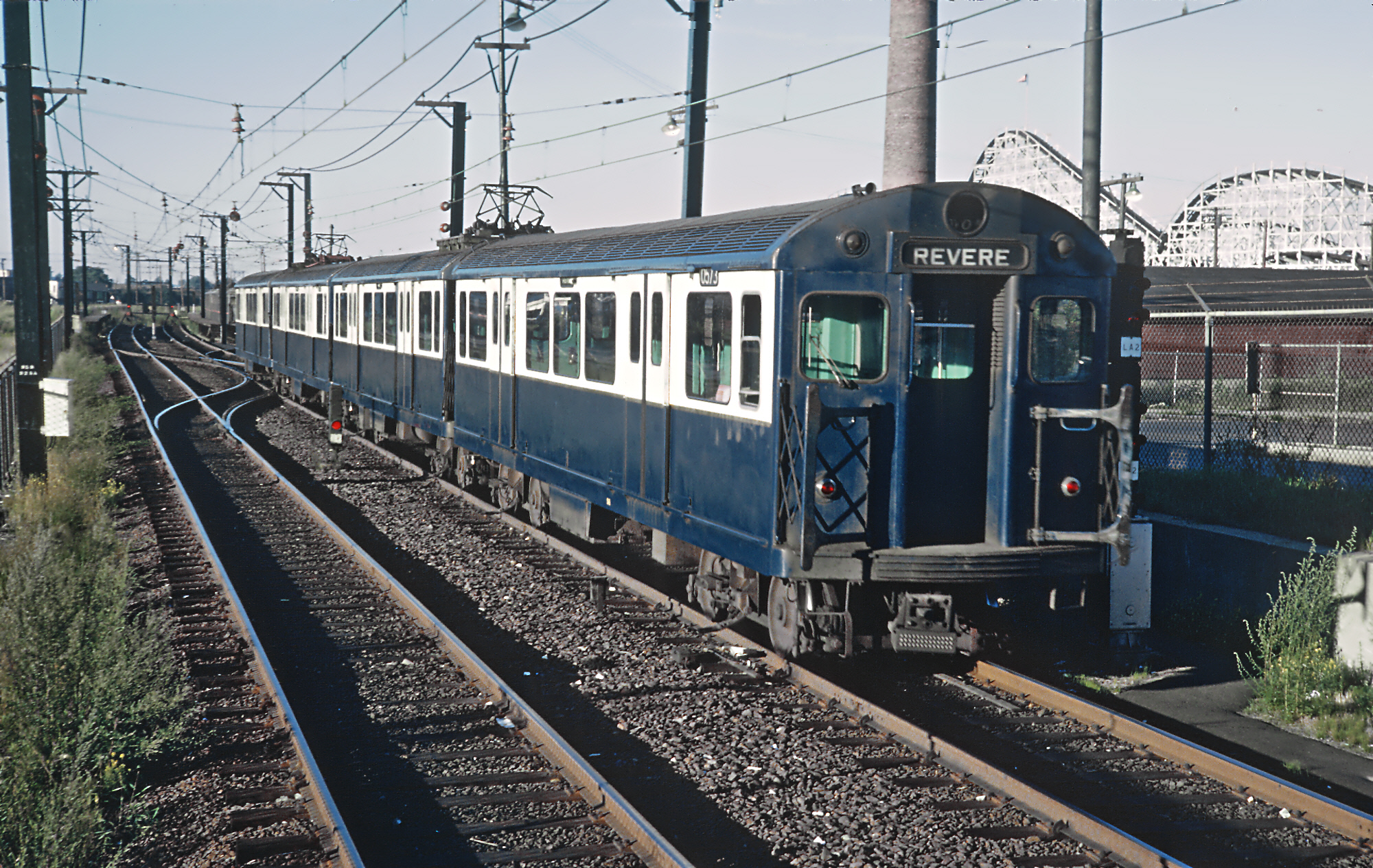
圣路易斯公司1951年产的列车停靠在梦幻之地站（1965年9月4日）

波士顿地铁蓝线与橙线和红线一样，均使用标准轨距重型铁路列车运行。与其他两条线路不同的是，蓝线同时使用第三軌道供電和集電弓高架電纜供电，曾经的转换供电模式的车站在马维里克站:51，如今列车在机场站转换供电模式。机场站与梦幻之地站之间使用高架电缆供电，与保丁站之间使用第三轨道供电。:32由于波士顿冬天寒冷，城郊地上段又靠近海边，因此为避免第三轨道在冬天频繁结冰，使用了高架电缆。:51
| 生产年份  | 制造商             | 型号   | 长度                  | 宽度                 | 编号      | 服役年份       | 车辆数 |
| --------- | ------------------ | ------ | --------------------- | -------------------- | --------- | -------------- | ------ |
| 1978–1980 | 加拿大霍克尔西德利 | 0600系 | 14.88（48英尺10英寸） | 2.82（9英尺3英寸）   | 0600-0669 | 1980–2011      | 70     |
| 2007      | 西门子             | 700系  | 15米（48英尺）        | 2.82米（9英尺3英寸） | 0700-0793 | 2007年1月–至今 | 94     |

由于东波士顿隧道最初设计为有轨电车使用，因此隧道尺寸比现代的地铁隧道小，:32蓝线列车比橙线和红线列车更狭窄，也稍微短一些。列车车队由94节（47对）西门子700系列车组成，车身使用不锈钢材料，车身两侧均有两组对开门。列车设计与波多黎各圣胡安市的圣胡安地铁列车相似。新列车原定于2004年1月起逐渐交货，但是车厢研发遇到问题，交货日期数次推迟。第一辆700系列车于2007年1月交货。列车合同为1.74亿美元，加上工程及相关服务费，更换新列车共花费2亿美元。
之前所用列车为加拿大霍克尔西德利与龐巴迪運輸生产的0600系列车，车身两侧均有两组对开门，最大设计行驶速度为105 km/h（65 mph）。列车设计与新泽西州紐新航港局過哈德遜河捷運（PATH）使用的PA3型列车相同。截至2011年，由于蓝线临近海岸，600系车厢受含盐空气腐蚀严重，大多数被淘汰，只有少量600系列车停放在马萨诸塞湾交通局仓库中，但不再使用。由于列车于橙线1200系车厢同为一家公司同一时期生产，使用很多相似部件，部分报废车辆被用于维护橙线列车。2009年11月，蓝线全部车辆更新完成，所有运行中的蓝线列车均为六节车厢。
2009年，海岸有轨电车博物馆将622-623号车厢纳入其收藏。2012年，616-617号车厢被转移至百老汇站旁的训练中心隧道中。